# Nodalla steffani
Nodalla steffani är en insektsart som beskrevs av U. Aspöck och H. Aspöck 1998. Nodalla steffani ingår i släktet Nodalla och familjen Berothidae. Inga underarter finns listade i Catalogue of Life.